# Manifest hacker
La consciència d'un hacker (també conegut com El Manifest del Hacker) és un breu assaig escrit el 18 de març de 1986 per Loyd Blankenship, un hacker de seguretat informàtica conegut pel pseudònim The Mentor. Era membre de la segona generació del grup de hackers Legion of Doom.
Va ser escrit després de l'arrest de l'autor i publicat per primera vegada al e-zine clandestí de hackers Phrack. Es pot trobar a nombrosos llocs web, així com en samarretes i pel·lícules.
Considerat una peça clau de la cultura hacker, el Manifest afirma que la pirateria informàtica té un propòsit més enllà de satisfer desitjos egoistes per explotar o perjudicar altres persones, i que la tecnologia hauria de ser utilitzada per expandir els nostres horitzons i mantenir el món lliure.

Quan se li va preguntar sobre la seva motivació per escriure l'article, Blankenship va dir:
Estava passant per un síndrome d'abstinència de hackeig, i Craig/Knight Lightning necessitava alguna cosa per a un número proper de Phrack. Estava llegint The Moon Is a Harsh Mistress i em va captivar molt la idea de revolució.
En un esdeveniment públic més important, quan se li va preguntar sobre el seu arrest i la motivació per escriure l'article, Blankenship va dir:
Simplement estava dins d'un ordinador on no hauria d'haver estat. I [tenia] una gran empatia pels meus amics arreu del país que també estaven en la mateixa situació. Això va ser després de WarGames, la pel·lícula, així que pràcticament l'única percepció pública dels hackers en aquell moment era ‘ei, començarem una guerra nuclear, o jugarem a tres en ratlla, una de les dues,’ i així que vaig decidir intentar escriure el que realment sentia que era l'essència del que estàvem fent i per què ho fèiem.

## A la cultura popular
L'article és citat diverses vegades a la pel·lícula de 1995 Hackers, tot i que a la pel·lícula es llegeix des d'un número de la revista de hackers 2600, i no del Phrack, que és històricament correcte.
The Mentor va fer una lectura de The Hacker Manifesto i va oferir més detalls a H2K2. També apareix com un objecte al videojoc Culpa Innata.
Un pòster del Hacker Manifesto apareix a la pel·lícula del 2010 The Social Network a l'habitació de Harvard de Mark Zuckerberg.
The Hacker Manifesto es menciona a l'autobiografia de Edward Snowden Permanent Record.
L'àlbum del 2019 de Amplitude Problem Crime of Curiosity, amb la participació de The Mentor, YTCracker, Inverse Phase i el mantenidor del nucli Linux King Fisher de TRIAD, està dedicat a The Hacker Manifesto. Cada títol de cançó és una frase de l'assaig.